# Mathcore
Mathcore é um gênero musical derivado geralmente do metalcore que surgiu no início da década de 1990 nos Estados Unidos. O mathcore é um estilo de metalcore caótico, experimental, matemático, progressivo e de alto nível técnico. As músicas são geralmente cheias de discordância, muitos riffs técnicos, e estruturas complexas - geralmente explorando a polirritmia - e com letras, na maioria das vezes, indecifráveis. Músicas tocadas por bandas de esse estilo podem variar de meros segundos até mais de 15 minutos e raramente demonstram uma estrutura de versos/refrões convencional. Estilos como Blues Rock e Free Jazz também inspiram bandas de mathcore.
O mathcore está longe de ser um estilo homogêneo, as bandas podem variar sua velocidade, peso, influências e até o nível de experimentalidade e caos musical. Dentro do mathcore, existem desde bandas que fazem um som parecido com o convencional, principalmente nas bandas influenciadas pelo post-hardcore, até bandas com um nível extremo de experimentalidade e caos, principalmente nas influenciadas pelo grindcore.